# Darwin Torres
Darwin Fabián Torres Alonso, noto semplicemente come Darwin Torres (Minas, 16 febbraio 1991), è un calciatore uruguaiano, difensore del CSD Municipal.

## Caratteristiche tecniche
È un difensore centrale.

## Carriera
Cresciuto nel settore giovanile del Nacional, ha esordito in prima squadra il 1º ottobre 2011 disputando l'incontro di Primera División Profesional vinto 3-0 contro la Cerrito.